# Editorial periodístico

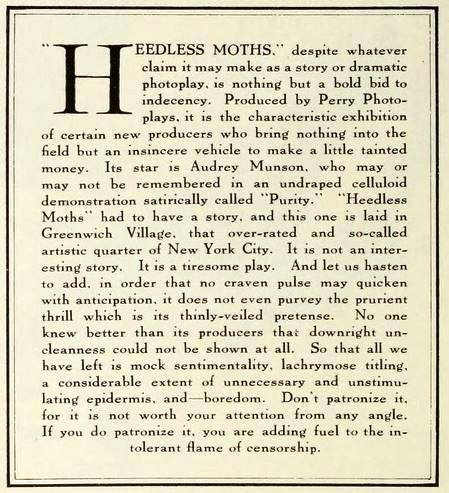
Editorial en la página 64 de la revista Photoplay publicado en septiembre de 1921.

El editorial pertenece al género periodístico, y consiste en un texto expositivo y argumentativo, normalmente no firmado, que explica, valora y juzga un hecho noticioso, de especial importancia. Se trata de una opinión colectiva, de un juicio institucional formulado en concordancia con la línea ideológica del medio. En otras palabras, es una interpretación, opinión o comentario que hace el editor sobre la noticia, y escrita según las experiencias del editor o de los editores.
Se trata de un texto tradicional de los periódicos y suele aparecer situado en un lugar preferente dentro de la sección de opinión de un medio de comunicación. Aunque el editorial no lleva firma, ya que resume una opinión colectiva, hay periodistas encargados de su redacción, los llamados editores. En muchos casos, lo escribe el director del periódico.

## Funciones
El editorial puede cumplir diversas funciones a la vez. Las funciones del editorial son explicar los hechos y su importancia, dar antecedentes (contextualización histórica), predecir el futuro y  formular juicios morales o de valor, llamando a la acción.

## Tipos
- Expositivo: en los que se explica algo y expresa opinión y/o juicio.
- Explicativos: en los que se explica algo, sin opinar de manera evidente.
- Combativo: aquellos que se declaran una posición doctrinal o ideológica.
- Crítico: aquellos que se declaran independientes y en defensa de la opinión pública.
- Apologético: aquellos que aluden a un sistema de gobierno.
- Admonitorio: de carácter reflexivo que invita al lector al cumplimiento de ciertas reglas.
- Predictivo: analizan situaciones sociales y políticos.  [2]

## Los editores
El equipo editorial es distinto dependiendo de si se trata de un medio con modelo estadounidense o con modelo europeo.
En el diario estadounidense se establece una diferencia, incluso física, entre el departamento de noticias y el departamento ocupado de la página editorial. Este último tiene su propio director y su plantel de editores, y depende, o bien directamente del propietario del medio, o bien de un director responsable de toda la publicación.
En el diario europeo (y la mayoría de los americanos), ambos departamentos dependen del director de la publicación y es un periodista el que ejerce de jefe de opinión. Además, no se establecen departamentos separados sino que se apoyan mutuamente. En este caso, el equipo editorial lo conforman redactores con responsabilidad en las tareas organizativas del trabajo de redacción, a quienes se les encomienda en ocasiones escribir el editorial.
El equipo lo completan colaboradores habituales del medio que no están en plantilla ni son periodistas profesionales, pero que cuentan con la confianza del medio y coinciden con su línea ideológica. El verdadero proceso del editorial comienza desde el editor, que tiene cierta dependencia respecto de algunos poderes, mayor o menor dependiendo del diario y de la coyuntura.
En general, la frecuencia de publicación es diaria y el editorial es el resultado del trabajo de un grupo más o menos numeroso de personas, excepto en algunos periódicos más pequeños en los que el director escribe todos los editoriales (en ellos el editorial no se publica a diario).
El editorial refleja la opinión del medio acerca de temas relevantes que se están discutiendo en el país, por lo que viene de la mano de la actualidad. La política ocupa la mayor atención de los medios, por lo que noticias de este ámbito suele ser un tema recurrente. Asimismo, la economía cada vez es más frecuente, pero continúa primando la política en todas sus vertientes: local, autonómica, nacional e internacional. En escasas ocasiones el tema gira en torno al ámbito social o cultural. Estas pueden ir acompañadas de una imagen explicativa o de carácter singular a lo que está diciendo.

## Estructura de un editorial
Las técnicas de redacción que se pueden emplear para elaborar un editorial, dependerá del estilo del medio, del conocimiento y el talento del editorialista. Sin embargo, se pueden tomar en cuenta algunos elementos que son fundamentales para escribir un texto periodístico.
- Título: El escritor deberá utilizar palabras claras y precisas para referirse al tema que va a desarrollar, el título tiene que ser llamativo para despertar el interés de la audiencia. Algunos editores utilizan la técnica de la pregunta.
- Introducción: Esta debe redactarse en un párrafo no mayor a cinco líneas. El objetivo es darle a conocer a la audiencia el tema que se va desarrollar en oraciones cortas y precisas.
- Cuerpo: Se presenta la argumentación con datos o informaciones que logren sustentar las ideas y opiniones del editor respecto al tema. El propósito es brindarle a la audiencia la posibilidad de apoyar o rechazar lo expuesto en el editorial y crear una matriz de opinión.
- Conclusión:  Esta debe ser escrita en un párrafo corto. Se enfatizan los puntos más relevantes del tema expuesto, presentando el razonamiento lógico y la opinión del medio, de esta manera, la audiencia podrá tener una visión más clara del tema.[3][4]

## Importancia y función de los editoriales periodísticos
Los editoriales periodísticos desempeñan un papel crucial en el campo del periodismo al influir en la opinión pública y promover el debate sobre temas de interés público. A continuación, se presentan los puntos clave que demuestran su importancia y función:
- Influencia en la opinión pública: Los editoriales periodísticos tienen el poder de influir en la formación de opiniones y actitudes de la audiencia. Mediante la presentación de análisis y argumentos convincentes, los editoriales pueden moldear la percepción pública sobre temas políticos, sociales, económicos y culturales.
- Promoción del debate y la reflexión: Los editoriales periodísticos proporcionan una plataforma para el debate y la reflexión. Al abordar temas controvertidos y ofrecer diferentes perspectivas, fomentan el pensamiento crítico y estimulan la participación ciudadana en asuntos de relevancia. Estos editoriales pueden desafiar las ideas preconcebidas y alentar a los lectores a cuestionar y examinar sus propias creencias.
- Análisis y evaluación de políticas y eventos: Los editoriales periodísticos desempeñan un papel importante al analizar y evaluar políticas, eventos y situaciones actuales. Ofrecen una visión experta y fundamentada, ayudando a los lectores a comprender mejor los problemas complejos y las implicaciones de decisiones específicas. Además, los editoriales pueden presentar soluciones o recomendaciones constructivas basadas en su análisis.
- Defensa de principios y valores: Los editoriales periodísticos a menudo reflejan la postura y los valores de la publicación en la que se publican. Pueden abogar por la justicia, la equidad, la transparencia y otros principios fundamentales. Al defender y promover estos principios, los editoriales contribuyen a la formación de una sociedad más justa, informada y democrática.
- Responsabilidad y rendición de cuentas: Los editoriales,[5] periodísticos también desempeñan un papel importante en la responsabilidad y la rendición de cuentas de los líderes políticos y sociales. Al exponer malas prácticas, corrupción o abusos de poder, los editoriales actúan como un contrapeso crítico y contribuyen a mantener a los responsables ante la sociedad.